# Пригоди Еллі і Рару
«Пригоди Еллі і Рару» («ელისა და რარუს თავგადასავალი») — радянський художній фільм 1987 року, знятий режисером Гурамом Петріашвілі на кіностудії «Грузія-фільм».

## Сюжет
Одного разу директору зоопарку містечка Оліппо таємничий незнайомець подарував маленького поні Рару, запевнивши, що ця незвичайна конячка може творити чудеса. Але поні відразу ж розчарував усіх служителів зоопарку, окрім дівчинки Еллі, яка, ставши його єдиною захисницею, вирушила з ним до далекого міста Орінчо на пошуки прекрасної співачки Наяни. Дівчинка сподівалася, що краса актриси допоможе поні повернути чарівний дар. Невдовзі втікачів почали переслідувати Чорні парубки. Але коли лиходії наздогнали Еллі та Рару, то відразу стали добрими та веселими.

## У ролях
- Ніно Мейшвілі — Еллі
- Зураб Кіпшидзе — Іло, батько Еллі
- Русудан Кікнадзе — Наяна, співачка
- Руслан Мікаберідзе — Гугу, водій рефрижератора
- Юрій Васадзе — Вікентій, директор зоопарку
- Шота Крістесашвілі — Кока
- Ліа Капанадзе — Марі, лікар, дочка Вікентія
- Гізо Сіхарулідзе — доктор Соломон
- Берта Хапава — секретар Гігі
- Імеда Кахіані — продавець
- Паата Бараташвілі — людина в чорних окулярах, підручний Гігі
- Паліко Нозадзе — людина в чорних окулярах, підручний Гігі
- Михайло Джоджуа — людина в чорних окулярах, підручний Гігі
- Едішер Магалашвілі — Гігі, «директор директорів»
- Г. Пурцеладзе — епізод
- З. Рамазашвілі — епізод
- Важа Джалаганія — епізод
- Паата Моїсцрапішвілі — епізод
- Тамаз Лобжанідзе — епізод
- Є. Кікалішвілі — епізод
- Гурам Петріашвілі — адміністратор готелю

## Знімальна група
- Режисер — Гурам Петріашвілі
- Сценарист — Гурам Петріашвілі
- Оператор — Ніколос Сухішвілі
- Композитор — Олександр Раквіашвілі
- Художники — Реваз Мірзашвілі, Важа Джалаганія